# プログレスM-UM
プログレスM-UM（ロシア語: Прогресс М-УМ）はロスコスモスが2021年11月24日 13:06:35 UTC打ち上げた、プリチャル・モジュールを国際宇宙ステーション（ISS）のロシア軌道セグメントに届けるように、特別に改造されたプログレス-M補給船11F615A55、ロシア製造番号303である。プリチャル・モジュールを輸送するために加圧貨物モジュールが取り外され、プログレスMの推進部とともに打ち上げられた。これはプログレス補給船の171回目のフライトとなった。この飛行はプログレス-Mの最後の飛行であるとともに、ソユーズ2.1bを使用したプログレス宇宙船の初めての打ち上げとなった。

## 開発
2011年1月15日に、RKKエネルギアは科学技術評議会で接続モジュールと以下を含む関連ハードウェアの予備設計がレビューされて承認されたと発表した：
- 専用の輸送船としてプログレス輸送船を改造したプログレスM-UM
- プログレスM-UMのためのKGChペイロードセクション；s M-UM
- プログレスM-UM宇宙船モジュールに合わせたソユーズ打ち上げ機の改造[8]

最終的に2014年に完成したものとして署名され、2021年に打ち上げられために最終処理とプリチャルへの取り付けが行われるまで倉庫に保管されていた。プログレスM-UMは新しく開発された移送コンパートメントでプリチャル・モジュールに取り付けられている。
プリチャル・モジュールは2021年中にROSへの2つ目の追加となる。これ以前のモジュールも同様の手法で届けられた。プログレスM-UMは2001年にピアースを届けたプログレスDC-1や2009年にポイスクを届けたプログレスM-MIM2に類似しているが、航法システムとアビオニクスハードウェアはプログレスMS型から流用されている。

## 打ち上げ
ソユーズ 2.1aが2021年11月24日 13:06:40 UTCにバイコヌール31/6番射点から国際宇宙ステーションに向けてプログレスM-UMを、プリチャル・モジュールを届けるために打ち上げられた。プリチャル・モジュールの直径が大きいため、プログレス M-UMは直径4.1 m (13 ft)のST型フェアリングに格納されて打ち上げられた。

## ドッキング
打ち上げの2日後に、ナウカ・モジュールの天底側（地球側）ドッキング・アダプターがプログレスMS-17によって取り除かれた後で、プログレスM-UMがプリチャルを自動的にナウカのにドッキングさせた。プログレスM-UMは軌道上に28日15時間留まった後にドッキングを解除した。

## ロシア軌道セグメントの拡張
2020年夏の終わりにロスコスモスによって起草されたISSフライト・マニフェストでは、プリチャル・モジュールの打ち上げは2021年9月6日に設定され、2日後にナウカの天底側ポートにドッキングすることになっている。しかしながら、2020年12月1日にプリチャルの打ち上げはナウカの打ち上げの3ないし4ヶ月後に変更された。現在の計画では2021年11月24日となっていた。
プリチャルの1つのポートにはナウカ多目的実験モジュールとのドッキングを可能とするアクティブ・ハイブリッド・ドッキング・ポートが装備されている。残りの5つのポートは、ソユーズおよびプログレス輸送機や、より重たいモジュールや、ドッキングシステムが変更された将来の宇宙船とのドッキング可能なパッシブ・ハイブリッド・ポートとなっている。
プリチャル・モジュールが宇宙ステーションに到着した後に船外活動が計画されており、2回目の船外活動が2021年第4四半期の早い時期に予定されている。ロシア軌道セグメントへのナウカおよびプリチャル・モジュールの統合を完了するためのさらに6回の船外活動が2022年を通して計画されている。

## ドッキング解除
プログレスM-UMの推進セクションはステーションに26日間ドッキングし続けた。この推進セクションは将来のロシア宇宙船のためにプリチャルの天底側ドッキング・ポートからドッキング解除された。

## 大気圏突入
推進セクションは2021年12月23日 04:30:54 UTCに大気圏に再突入し、南太平洋上で破壊された。

## ギャラリー
プログレス M-UM
- ST型フェアリングを取り付けて打ち上げられるソユーズ2.1
- プログレスMS-17のドッキング解除とISSからの「ナウカ」直下の一時ドッキングアダプターの取り外し[注釈 1][注釈 2]
- ナウカにドッキングするプログレスM-UM
- ISSに接近するプログレス M-UM
- ISSにドッキングしているプログレス M-UM
- プリチャルから分離するプログレス M-UMの推進セクション
- 最終的な位置のプリチャル
- 「プリチャル」プログレスM-UMドッキング後のISS
- ナウカにドッキングしたプリチャル
- プリチャルがドッキングする前のロシア軌道セグメントのコンピューター生成画像
- プリチャルにプログレスM-UMがドッキングする前後のISS